# Metamora (Michigan)
Metamora – wieś w Stanach Zjednoczonych, w stanie Michigan, w hrabstwie Lapeer.